# Kishinda
Kishinda è una circoscrizione rurale (rural ward) della Tanzania situata nel distretto di Sengerema, regione di Mwanza. Conta una popolazione di 12 342 abitanti (censimento 2012).